# 張浩 (景泰進士)
張浩（1422年—？），字養正，湖廣都司澧州所人，軍籍，明朝政治人物。進士出身。

## 生平
湖廣鄉試第二十八名。景泰五年（1454年）甲戌科會試第一百五十一名，殿試登進士第三甲第十名。

## 家族
曾祖父張真。祖父張成。父亲張以人。